# Чемпионат Бразилии по регби
Чемпионат Бразилии по регби (порт. Campeonato Brasileiro de Rugby) или Супер 10 (порт. Super 10) — крупнейшее бразильское соревнование по регби-15. Турнир проводится с 1964 года. Организацией чемпионата занимается Бразильская конфедерация регби.

## Формат
В сезоне 2006 года чемпионский титул разыгрывали восемь клубов, разделённых на две группы. Команда проводила с представителями другой группы один матч, а с коллективами из своей не встречалась. Две лучшие команды в каждой группе проходили в полуфинал. 1/2 финала и сам финал проводились в одну стадию.
С 2009 года формат проведения турнира изменился. Сейчас между собой играют все команды. Регламент предусматривает лишь одну встречу каждой пары соперников.
В 2011 и 2012 годах матчи плей-офф были показаны на телеканале SporTV, крупнейшем спортивном СМИ в стране.

## Финальные матчи
| Сезон | Победитель              | Финалист               |
| ----- | ----------------------- | ---------------------- |
| 1964  | «Сан-Паулу»             | нет данных             |
| 1965  | «Сан-Паулу»             | нет данных             |
| 1966  | «Сан-Паулу»             | нет данных             |
| 1967  | «Сан-Паулу»             | нет данных             |
| 1968  | «Сан-Паулу»             | нет данных             |
| 1969  | «Сан-Паулу»             | нет данных             |
| 1970  | «Сан-Паулу Барберианс»  | нет данных             |
| 1971  | «Сан-Паулу Барберианс»  | нет данных             |
| 1972  | ФУПЕ                    | нет данных             |
| 1973  | «Медицина»              | нет данных             |
| 1974  | «Сан-Паулу»             | «Колежиу Лисеу Пастер» |
| 1975  | «Сан-Паулу»             | нет данных             |
| 1976  | «Сан-Паулу» & «Нитерой» | -                      |
| 1977  | «Сан-Паулу»             | «Нитерой»              |
| 1978  | «Сан-Паулу»             | «Нитерой»              |
| 1979  | «Нитерой»               | «Гуанабара»            |
| 1980  | «Альфавиль»             | «Нитерой»              |
| 1981  | «Медицина»              | «Нитерой»              |
| 1982  | «Альфавиль»             | «Нитерой»              |
| 1983  | «Нитерой» & «Альфавиль» | -                      |
| 1984  | «Нитерой»               | «Альфавиль»            |
| 1985  | «Альфавиль»             | «Нитерой»              |
| 1986  | «Нитерой»               | ФЕИ                    |
| 1987  | «Пастер»                | «Нитерой»              |
| 1988  | «Бандейрантиш»          | «Нитерой»              |
| 1989  | «Альфавиль»             | «Нитерой»              |
| 1990  | «Нитерой»               | нет данных             |
| 1991  | «Альфавиль»             | «Нитерой»              |
| 1992  | «Альфавиль»             | нет данных             |
| 1993  | «Риу-Бранку»            | нет данных             |
| 1994  | «Пастер»                | нет данных             |
| 1995  | «Бандейрантиш»          | нет данных             |
| 1996  | «Дестерру»              | «Бандейрантиш»         |
| 1997  | «Риу-Бранку»            | «Нитерой»              |
| 1998  | «Риу-Бранку»            | «Сан-Паулу»            |
| 1999  | «Сан-Паулу»             | «Сан-Жозе»             |
| 2000  | «Дестерру»              | «Сан-Жозе»             |
| 2001  | «Бандейрантиш»          | «Пастер»               |
| 2002  | «Сан-Жозе»              | «Бандейрантиш»         |
| 2003  | «Сан-Жозе»              | «Бандейрантиш»         |
| 2004  | «Сан-Жозе»              | «Сан-Паулу»            |
| 2005  | «Дестерру»              | «Сан-Жозе»             |
| 2006  | «Риу-Бранку»            | «Сан-Паулу»            |
| 2007  | «Сан-Жозе»              | «Риу-Бранку»           |
| 2008  | «Сан-Жозе»              | «Нитерой»              |
| 2009  | «Бандейрантиш»          | «Сан-Жозе»             |
| 2010  | «Сан-Жозе»              | «Дестерру»             |
| 2011  | «Сан-Жозе»              | «Бандейрантиш»         |
| 2012  | «Сан-Жозе»              | «Сан-Паулу»            |

## Сильнейшие клубы
- «Сан-Паулу» — 12 титулов (1964, 1965, 1966, 1967, 1968, 1969, 1974, 1975, 1976*, 1977, 1978, 1999)
- «Сан-Жозе» — 8 титулов (2002, 2003, 2004, 2007, 2008, 2010, 2011, 2012)
- «Альфавиль» — 7 титулов (1980, 1982, 1983**, 1985, 1989, 1991, 1992)
- «Нитерой» — 6 титулов (1976*, 1979, 1983**, 1984, 1986, 1990)
- «Бандейрантиш»- 4 титула (1988, 1995, 2001, 2009)
- «Риу-Бранку» — 4 титула (1993, 1997, 1998, 2006)
- «Дестерру» — 3 титула (1996, 2000, 2005)
- «Медицина» — 2 титула (1973, 1981)
- «Пастер» — 2 титула (1987, 1994)
- «Сан-Паулу Барберианс» — 2 титула (1970, 1971)
- ФУПЕ — 1 титул (1972)

Чемпионат 1976 года выиграли «Сан-Паулу» и «Нитерой». Чемпионат 1983 года выиграли «Альфавиль» и «Нитерой».